# Miss Saint-Martin et Saint-Barthélemy
Miss Saint-Martin et Saint-Barthélemy est un concours de beauté annuelle concernant les jeunes femmes des îles de Saint-Barthélemy (Antilles françaises) de Saint-Martin (partie française). Il est qualificatif pour l'élection de Miss France en direct sur la chaîne TF1, en décembre, chaque année.
Aucune Miss Saint-Martin et Saint-Barthélemy n'a été élue Miss France depuis la création du concours.

## Histoire
Le concours a été créé en 2012 pour l'élection de Miss France 2013, sous le nom de Miss Saint-Martin à la suite du retrait du concours Miss Saint-Pierre-et-Miquelon, faute de candidates. Dorénavant, un roulement annuel est mis en place entre Miss Saint-Pierre-et-Miquelon et Miss Saint-Martin qui se partagent une place unique à l'élection de Miss France.
Lors de l'élection de Miss France 2016, Miss Saint-Martin s'associe à Miss Guadeloupe et à l'île de Saint-Barthélémy (sans comité affilié à Miss France) pour créer l'élection de Miss Guadeloupe et Îles du Nord. Néanmoins, le titre Miss Guadeloupe est utilisé lors de l'élection nationale.
En 2016, l'île de Saint-Barthélemy s'associe avec Miss Saint-Martin pour former Miss Saint-Martin et Saint-Barthélemy permettant un plus grand recrutement de candidates et la pérennité de l'organisation.
Pour l'élection de Miss France 2020, l'élection de Miss Saint-Martin et Saint-Barthélemy est reconduite pour une deuxième année consécutive, à la suite du retrait de la délégation de Miss Saint-Pierre-et-Miquelon (nombre insuffisant de candidates).
Il n'y a pas d'élections en 2013, 2015 (représentation par Miss Guadeloupe et Îles du Nord), 2017, 2021 et 2023.
La lauréate 2020 est disqualifiée pour des photos jugées non-conformes au règlement de Miss France. La révélation de ces photos intervient après la destitution de Miss Franche-Comté, Anastasia Salvi et l'interdiction de la participation à l'élection de Miss Guadeloupe pour Anaëlle Guimbi. Ces destitutions entraînent des polémiques, ces jeunes ont posé seins nus, alors qu'il est stipulé dans le règlement de Miss France  que c'est interdit, néanmoins ces photos ne sont pas à caractère pornographique. Le comité soutient sa candidate, décide de ne pas la remplacer et se retire de l'élection nationale pour cette année.
La déléguée régionale pour Miss France est Catherine Vermont de Boisrolin.

## Les Miss
| Année | Nom                     | Âge            | Taille         | Classement Miss France                                                              | Autres |
| ----- | ----------------------- | -------------- | -------------- | ----------------------------------------------------------------------------------- | --- |
| 2012  | Suzon Bonnet            | 22 ans         | 1,74 m         |                                                                                     | Première représentante de Saint-Martin pour Miss France.                                                                               |
| 2013  | Pas d'éléction          | Pas d'éléction | Pas d'éléction | Pas d'éléction                                                                      | Pas d'éléction |
| 2014  | Nadika Matthew-Gauthier | 19 ans         | 1,72 m         |                                                                                     | |
| 2015  | Pas d'éléction          | Pas d'éléction | Pas d'éléction | Pas d'éléction                                                                      | Pas d'éléction |
| 2016  | Anaëlle Hyppolite       | 18 ans         | 1,75 m         |                                                                                     | Première représentante de Saint-Martin et Saint-Barthélemy pour Miss France. Prix du Maillot de bain à l’élection de Miss France 2017. |
| 2017  | Pas d'éléction          | Pas d'éléction | Pas d'éléction | Pas d'éléction                                                                      | Pas d'éléction |
| 2018  | Allisson Georges        | 18 ans         | 1,70 m         |                                                                                     | |
| 2019  | Layla Berry             | 20 ans         | 1,74 m         | Figure parmi les quinze finalistes à l'élection de Miss France 2020 et termine 11e. | La première lauréate originaire de Saint-Barthélémy.                                                                                   |
| 2020  | Naïma Dessout           | 18 ans         | 1,75 m         | Ne participe pas à l'élection de Miss France 2021.                                  | Ne participe pas à l'élection de Miss France 2021.                                                                                     |
| 2021  | Pas d’élection          | Pas d’élection | Pas d’élection | Pas d’élection                                                                      | Pas d’élection |
| 2022  | Inès Tessier            | 20 ans         | 1,71 m         |                                                                                     | |
| 2023  | Pas d’élection          | Pas d’élection | Pas d’élection | Pas d’élection                                                                      | Pas d’élection |
| 2024  | Sasha Bique             | 19 ans         | 1,70 m         |                                                                                     | |

## Palmarès par collectivité  depuis 2012
- Saint-Martin : 2012, 2014, 2016, 2018, 2020, 2024 (6)
- Saint-Barthélémy : 2019,  2022 (2)

## Palmarès à l'élection de Miss France depuis 2012
- Miss France :
- 1re dauphine :
- 2e dauphine :
- 3e dauphine :
- 4e dauphine :
- 5e dauphine :
- 6e dauphine :
- Top 15 : 2020
- Classement des régions pour les 10 dernières élections (Miss France 2015 à 2024) : 30e sur 30[Note 1].

## À retenir
- Meilleur classement depuis 2000 : Layla Berry, demi-finaliste à Miss France 2020
- Dernier classement réalisée : Layla Berry, demi-finaliste à Miss France 2020
- Dernière Miss France : aucune